# Metalimnobia
Metalimnobia är ett släkte av tvåvingar som beskrevs av Matsumura 1911. Metalimnobia ingår i familjen småharkrankar.

## Bildgalleri

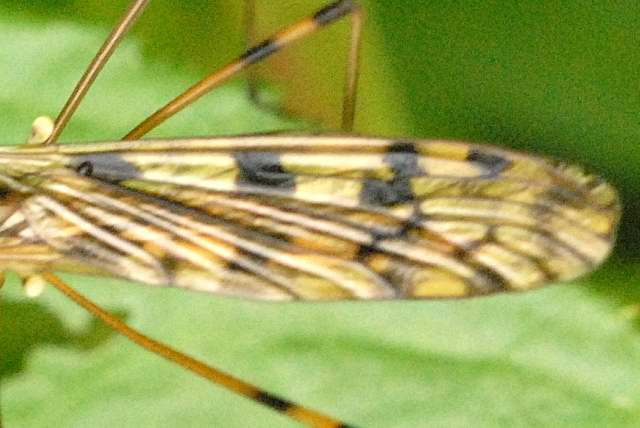

## Dottertaxa tillMetalimnobia, i alfabetisk ordning[1][2]
- Metalimnobia annulifemur
- Metalimnobia biannulata
- Metalimnobia bifasciata
- Metalimnobia brahma
- Metalimnobia californica
- Metalimnobia cinctipes
- Metalimnobia compta
- Metalimnobia congoensis
- Metalimnobia dietziana
- Metalimnobia dualis
- Metalimnobia edwardsi
- Metalimnobia eusebeia
- Metalimnobia fallax
- Metalimnobia grahami
- Metalimnobia hedone
- Metalimnobia hudsonica
- Metalimnobia humfreyi
- Metalimnobia imitatrix
- Metalimnobia immatura
- Metalimnobia improvisa
- Metalimnobia jactator
- Metalimnobia lanceolata
- Metalimnobia marlieri
- Metalimnobia megastigma
- Metalimnobia mendax
- Metalimnobia novaeangliae
- Metalimnobia oligotricha
- Metalimnobia quadrimaculata
- Metalimnobia quadrinotata
- Metalimnobia renaudi
- Metalimnobia schoutedeni
- Metalimnobia solitaria
- Metalimnobia sparsisetosa
- Metalimnobia tenua
- Metalimnobia tigripes
- Metalimnobia triocellata
- Metalimnobia triphaea
- Metalimnobia xanthopteroides
- Metalimnobia yunnanica
- Metalimnobia zernyana
- Metalimnobia zetterstedti